# Павловское (Шекснинский район)
Павловское — деревня в Шекснинском районе Вологодской области.
Входит в состав сельского поселения Сиземского, с точки зрения административно-территориального деления — в Сиземский сельсовет.
Расстояние до районного центра Шексны по автодороге — 37,7 км, до центра муниципального образования Чаромского по прямой — 12 км. Ближайшие населённые пункты — Корякино, Поповское, Сыромяткино, Починок, Еремино, Соловарка, Артемьево, Кузьминское.
По переписи 2002 года население — 20 человек (9 мужчин, 11 женщин). Всё население — русские.